# NGC 5952
NGC 5952 est une lointaine galaxie lenticulaire située dans la constellation du Serpent. Sa vitesse par rapport au fond diffus cosmologique est de 11 827 ± 11 km/s, ce qui correspond à une distance de Hubble de 174 ± 12 Mpc (∼568 millions d'al). NGC 5952 a été découverte par l'astronome allemand Albert Marth en 1865.
À ce jour, une mesure non basée sur le décalage vers le rouge (redshift) donne une distance d'environ 152,000 Mpc (∼496 millions d'al). Cette valeur est à l'extérieur des valeurs de la distance de Hubble. Notons que c'est avec la valeur moyenne des mesures indépendantes, lorsqu'elles existent, que la base de données NASA/IPAC calcule le diamètre d'une galaxie et qu'en conséquence le diamètre de NGC 5952 pourrait être d'environ 38,2 kpc (∼125 000 al) si on utilisait la distance de Hubble pour le calculer.